# Heliconius rosalesi
Heliconius rosalesi är en fjärilsart som beskrevs av Brown 1976. Heliconius rosalesi ingår i släktet Heliconius och familjen praktfjärilar. Inga underarter finns listade i Catalogue of Life.